# Fabio Rustico (storico)
Fabio Rustico (I secolo – II secolo) è stato uno storico romano.

## Biografia
Se si identifica come il Fabio Rustico citato nel testamento di un certo Dasumio, Rustico era ancora vivente nel 108-109 d.C.
Amico di Lucio Anneo Seneca, compilò le sue Historiae sotto l'impero di Vespasiano e Tito, utilizzando una concezione geografica della Britannia corretta solamente dopo la spedizione in Caledonia nell'83.
Probabilmente è a Rustico che si riferisce Quintiliano nella sua Institutio oratoria quando parla, senza farne il nome, di uno storico che a suo dire avrà grandissima fama e sarà destinato a gloria eterna.

## Historiae
Delle Historiae di Rustico restano solo frammenti, tutti citati da Tacito, dai quali non risulta possibile risalire all'estensione e al contenuto dell'opera. Infatti risultano citazioni solo per il periodo di regno Nerone, poiché Tacito non lo cita per avvenimenti anteriori o posteriori a questo imperatore.